# Litoria paraewingi
Litoria paraewingi là một loài nhái cây thuộc họ Pelodryadidae.
Đây là loài đặc hữu của Úc.
Môi trường sống tự nhiên của chúng là rừng khô nhiệt đới hoặc cận nhiệt đới, sông ngòi, hồ nước ngọt, đầm nước ngọt, khu vực trữ nước, ao, và kênh đào và mương rãnh.